# Distribuidora de videojuegos
Una distribuidora de videojuegos (también conocido como editora, o publisher) es una empresa externa al desarrollo de un videojuego que se encarga de suplir las carencias habituales que tienen los desarrolladores de videojuegos como el marketing, el control de calidad, el porting a consolas, la localización, o la financiación del desarrollo.
Los servicios que ofrecen una distribuidora a un desarrollador dependen de cada trato entre estos. Las distribuidoras de videojuegos ofrecen estos servicios a cambio de distintas formas de pago, como obtener regalías por las ventas del videojuego, hasta adquirir la licencia o derechos sobre la propiedad intelectual de ese videojuego. 
Otros servicios que ofrecen las distribuidoras de videojuegos pueden ser:
- Cuando se trata de videojuegos en formato físico, las distribuidores suelen encargarse también de la fabricación del disco óptico o cartucho en el que se distribuye el videojuego.
- Las distribuidoras a veces se hacen cargo del soporte técnico de los videojuegos en línea, proporcionando servidores y otros elementos necesarios para su funcionamiento.
- Proporcionar acceso a kits de desarrollo, y otras licencias de software que puedan necesitar los desarrolladores.

## Principales distribuidoras de videojuegos
A continuación se presenta las 21 principales distribuidoras de videojuegos, calificadas por Metacritic en febrero de 2013, basando su puntuación general en seis factores: volumen de ventas anuales, número de lanzamientos, puntuación media de críticas, calidad de los productores y extras.
| Nombre de distribuidora                |
| -------------------------------------- |
| Electronic Arts                        |
| Valve                                  |
| Sony Interactive Entertainment         |
| Xbox Game Studios                      |
| Nintendo                               |
| Bethesda Softworks                     |
| Rockstar Games                         |
| Ubisoft                                |
| Konami                                 |
| Sega                                   |
| Activision Blizzard                    |
| Namco Bandai Games                     |
| Take-Two Interactive                   |
| Capcom                                 |
| Square Enix                            |
| Warner Bros. Interactive Entertainment |
| THQ                                    |
| Atlus                                  |
| Xseed Games                            |
| Paradox Interactive                    |
| Focus Home Interactive                 |
| 505 Games                              |
| Meridiem Games                         |

## Antiguas notables distribuidoras
- 3D Realms
- 3DO (fabricante de consolas) (difunto)
- Acclaim Entertainment  (difunto)
- Accolade (adquirido por Atari-Infogrames)  (difunto)
- Atari (fabricante de consolas) (adquirido por Infogrames, que entonces se renombró a Atari)
- Coleco (fabricante de consolas) (difunto)
- Compedia
- Crystal Dynamics (subsidiario)
- Enix (fusionado con Squaresoft como Square Enix)
- Epyx
- Gathering of Developers (GOD) (adquirido por Take-Two Interactive)
- Gremlin Interactive
- GT Interactive
- Hasbro Interactive (adquirido por Infogrames)
- Iguana Entertainment
- Infocom (adquirido por Activision)
- Imagic
- Interceptor Micros
- Interplay Productions
- Mattel Electronics (fabricante de consolas)
- Mattel (programas informáticos)
- Maxis (adquirido por Electronic Arts)
- Melbourne House (juegos de computadora y libros)
- Microprose (adquirido por Hasbro Interactive)
- Mindscape, Inc.
- MUSE Software
- Origin Systems (adquirido por Electronic Arts)
- Penguin Software
- Psygnosis
- Spectrum Holobyte (adquirido por Hasbro Interactive)
- Square Electronic Arts L.L.C. (propiedad de Square y Electronic Arts. Replegado en Square Soft, Inc. y cambiado a Square Enix, Inc.)
- Strategic Simulations, Inc. ("SSI")
- Technos Japan Corporation (difunto) (bienes adquiridos por Atlus)
- US Gold (adquirido por Eidos Interactive)
- Virgin Interactive Entertainment

Algunas de estas distribuidoras salieron del negocio; otras fueron compradas o se fusionaron con una empresa más grande, y no hacen más negocios con este nombre, o existen solo en nombre como una marca.